# Salvatore Di Pasquale
Salvatore Di Pasquale (* 27. November 1931 in Neapel; † 2. November 2004 in Florenz) war ein italienischer Bauingenieur und Technikhistoriker.

## Leben
Di Pasquale machte 1955 seinen Abschluss an der Fakultät für Architektur der Universität Neapel und unterrichtete 1961 bis 1968 Darstellende Geometrie und danach Brückenbau und konstruktiven Ingenieurbau. 1964 wurde er Professor in Neapel und 1973 in Florenz. 1983 bis 1995 war er Leiter des Instituts für Baukonstruktion und 1986 bis 1992 Dekan der Fakultät für Architektur. 1997 wurde er emeritiert. Nach seiner Emeritierung unterrichtete er an der Universität Catania und in Statik im Studiengang für Bauwerkserhaltung an der Universität Neapel und am Institut R. Lemaire in Löwen. Außerdem war er Gastprofessor in Pescara, Venedig, Mailand und Ferrara.
Er befasste sich besonders mit der Statik historischer Bauwerke und zählte mit Antonino Giuffrè und Edoardo Benvenuto zu den führenden italienischen Wissenschaftlern und Pionieren auf diesem Gebiet. Unter anderem veröffentlichte er über die Domkuppel von Florenz von Filippo Brunelleschi.
Er war im Herausgebergremium der Zeitschriften Meccanica und Palladio.

## Schriften
- On the elastic problem of the non-homogeneous anisotropic body resting on lattice. In: Meccanica, Nr. 3, 1967, S. 153–157.
- On the elastic problem of the orthotropic plate. In: Meccanica, Nr. 2, 1968, S. 111–120.
- mit B. Leggeri, S. Nencioni: Energy forms in the finite element techniques. In: C. Brebbia, H. Tottenham (Hrsg.): Proceedings of the International Conference on Variationals Methods in Engineering. Band 1, 1972, The Gresham Press, S. 4.33–4.43.
- Scienza delle costruzioni. Introduzione alla progettazione strutturale. Mailand 1975
- Metodi di calcolo per le strutture spaziali. Mailand 1978
- Questions concerning the mechanics of masonry. In: R. M. Lemaire, K. Van Balen (Hrsg.): Stable-unstable? Universitätsverlag Löwen, 1988, S. 249–264
- New trends in the analysis of masonry structuresm. In: Meccanica, Band 27, 1992, Nr. 3, S. 173–184.
- On the art of building before Galilei. In: P. Radelet-de Grave, E. Benvenuto (Hrsg.): Entre Mecanique et Architecture – Between Mechanics and Architecture. Birkhäuser, 1995, S. 102–121
- L’arte del costruire. Tra conoscenza e scienza. Venedig 1996
- Brunelleschi. La costruzione della cupola di Santa Maria del Fiore. Marsilio, Venedig 2002